# Saint-Ignan
Saint-Ignan es una comuna francesa situada en el departamento de Alto Garona, en la región de Occitania.

## Demografía
| 245 | 236 | 208 | 220 | 198 | 250 | 227 |
| Para los censos de 1962 a 1999 la población legal corresponde a la población sin duplicidades (Fuente: INSEE [Consultar]) |     |     |     |     |     |     |